# Xantharia
Xantharia es un género de arañas araneomorfas de la familia Miturgidae. Se encuentra en Sumatra en Indonesia, en Sabah de Malasia y en Hainan en China.

## Lista de especies
Según The World Spider Catalog 12.0:
- Xantharia floreni Deeleman-Reinhold, 2001
- Xantharia galea Zhang, Zhang & Fu, 2010
- Xantharia murphyi Deeleman-Reinhold, 2001